# ویلکوویا (شهرستان یاروچین)
ویلکوویا (به لاتین: Wilkowyja) یک روستا در لهستان است که در گمینا یاروچین (استان لهستان بزرگ‌تر) واقع شده‌است. ویلکوویا ۱٬۴۷۰ نفر جمعیت دارد.